# På togt med Troels Kløvedal - Nordkaperen i det Indiske Ocean
|  | Denne artikel er oprettet af botten PalnaBot ud fra en ekstern database. Den kan derfor have sproglige fejl eller mangler. Denne skabelon kan fjernes efter kontrol af indholdet. |

På togt med Troels Kløvedal - Nordkaperen i det Indiske Ocean er en film instrueret af Ulrik Bolt Jørgensen efter manuskript af Emilie Steen.

## Handling
Dokumentarisk rejsebeskrivelse, som følger eventyreren Troels Kløvedal på et togt, der starter i Thailand, går over Den Bengalske Bugt, op langs Indiens vestkyst, over Det Arabiske Ocean til Oman og op gennem Det Røde Hav til Suez-kanalen.